# 1525
Évszázadok: 15. század – 16. század – 17. század
Évtizedek: 1470-es évek – 1480-as évek – 1490-es évek – 1500-as évek – 1510-es évek – 1520-as évek – 1530-as évek – 1540-es évek – 1550-es évek – 1560-as évek – 1570-es évek
Évek: 1520 – 1521 – 1522 – 1523 –  1524 – 1525 – 1526 – 1527 – 1528 – 1529 – 1530

## Események

### Határozott dátumú események
- február 24. – A páviai csata, „a lovagkor utolsó csatája”. (V. Károly német-római császár hadai legyőzik I. Ferenc francia király seregét, a francia király fogságba esik.)[1][2]
- április 10. – Az evangélikus hitre áttért Albrecht von Hohenzollern am Brandenbrug-Ansbach, a Német Lovagrend nagymestere a krakkói piactéren leteszi a hűségesküt I. Zsigmond lengyel király előtt, ezzel a rend kezében még megmaradt Kelet-Poroszország világi protestáns hercegséggé szerveződik, de továbbra is Lengyelország hűbérese.[3]
- május 5. – Állhatatos János megörökli bátyjától, Frigyestől a szász választófejedelemséget.[4][5]
- június 13. – Luther Márton feleségül veszi Katharina von Borát, egy egykori apácát, s mindketten szakítanak szüzességi fogadalmukkal.[6]
- június 24. – A hatvani országgyűlés nyitónapja. (A országgyűlés Werbőczy Istvánt nádorrá választja, továbbá törvénycikk születik a lutheri nézeteket vallók elítéléséről és elégetéséről.)[7]
- július 6. – Sárkány Ambrust az országbírói (iudex curiae regiae) székben Drágffy János váltja fel.

### Határozatlan dátumú események
- január – Konrad Grebel elvégzi az anabaptista mozgalom első keresztségét.[8]
- az év folyamán – Matteo di Bassi megalapítja a kapucinus szerzetesrendet Itáliában.
- az év vége – Frangepán János horvát gróf francia követként Isztambulba érkezik.[1]

## Születések
- április 12. – Alesius Dénes, Szapolyai János király udvari papja († 1577)

## Halálozások
- február 24. – Guillaume Gouffier de Bonnivet francia admirális (* 1482 k.)
- február 24. – Galeazzo Sanseverino itáliai-francia hadvezér, francia főlovászmester (* 1460 k.)
- február 24. – Jacques de La Palice francia marsall (* 1470)
- február 24. – II. Louis de La Trémoille francia hadvezér (* 1460 k.)
- március 3. – Thomas de Foix-Lescun francia marsall (* 1485)
- május 5. – III. Frigyes szász választófejedelem (* 1463)
- május 27. – Münzer Tamás reformátor, a nagy német parasztháború egyik vezetője (* 1488 vagy 1489)
- augusztus 4. – Andrea della Robbia firenzei szobrász, Luca della Robbia unokaöccse (* 1435)
- Nurbanu szultána II. Selim felesége, III.Murad anyja.
- Esmehan Baharnaz szultána, I Selim szultán unokája.